# Brodek lancetowaty
Brodek lancetowaty (Tortula lanceola R.H. Zander) – gatunek mchu należący do rodziny płoniwowatych (Pottiaceae Schimp.). 

## Rozmieszczenie geograficzne
Występuje w Ameryce Północnej (Stany Zjednoczone), Europie, Azji i północnej Afryce.

## Morfologia
GametofitListki odwrotnie jajowate, eliptyczne lub rzadziej jajowate, ostro zakończone lub sporadycznie zaokrąglone.
SporofitSeta długości 4–9 mm. Puszka długości 0,9–1,3 mm, eliptyczna lub cylindryczna. Perystom długości 100–150 µm, o 16 zębach.
ZarodnikiZarodniki kuliste, o rozmiarach 15–18 µm.

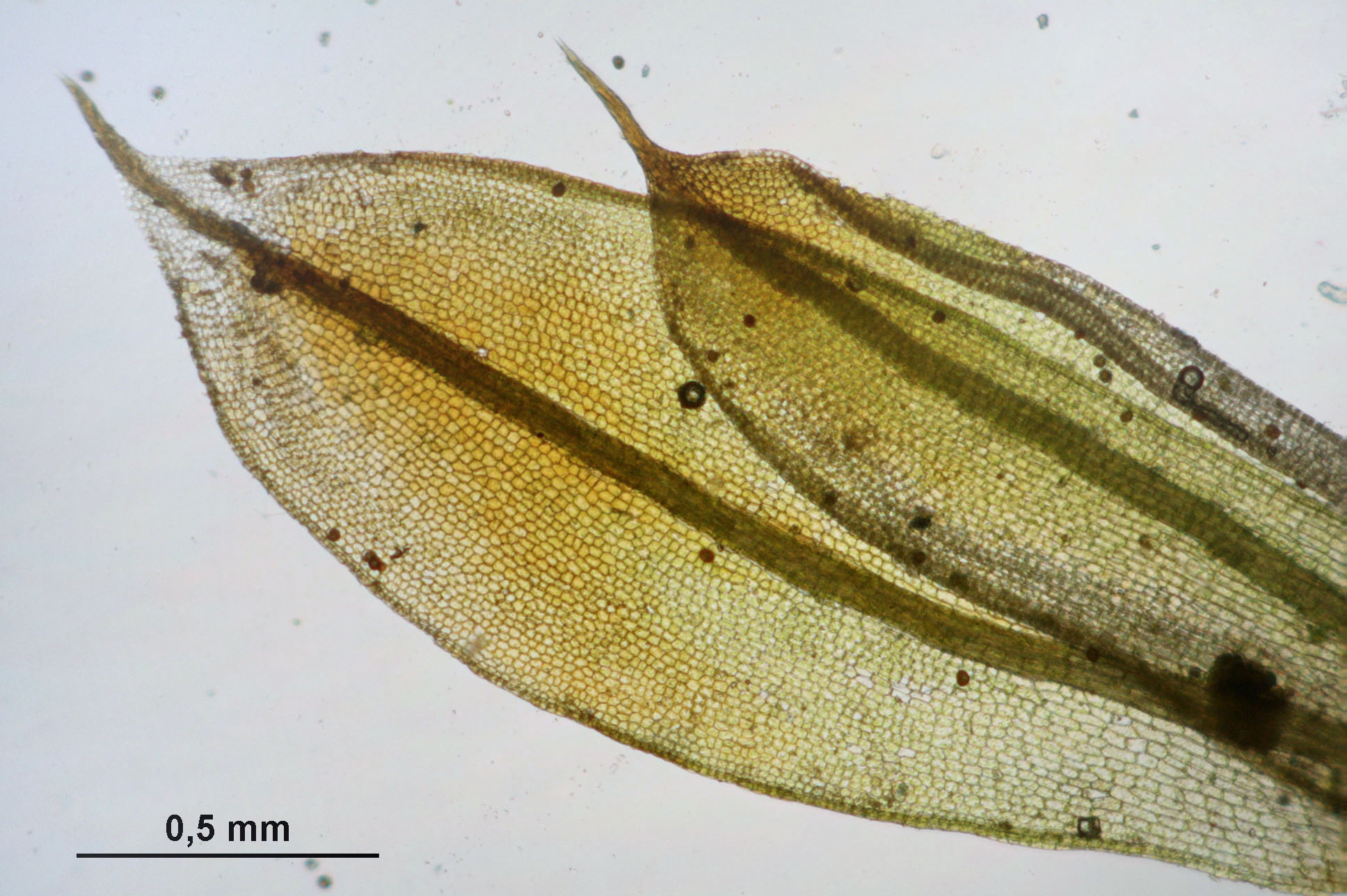
Listki
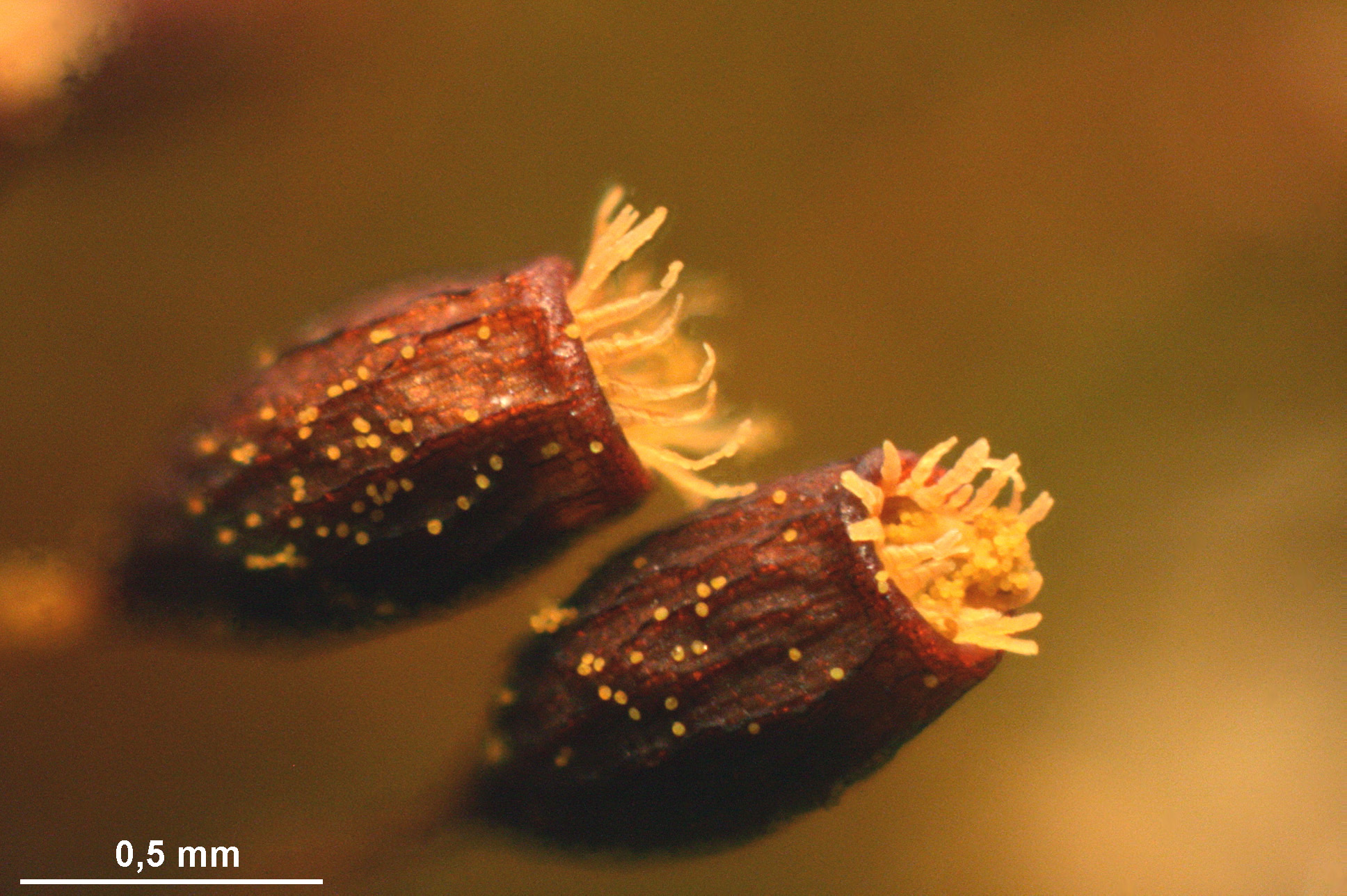
Puszki
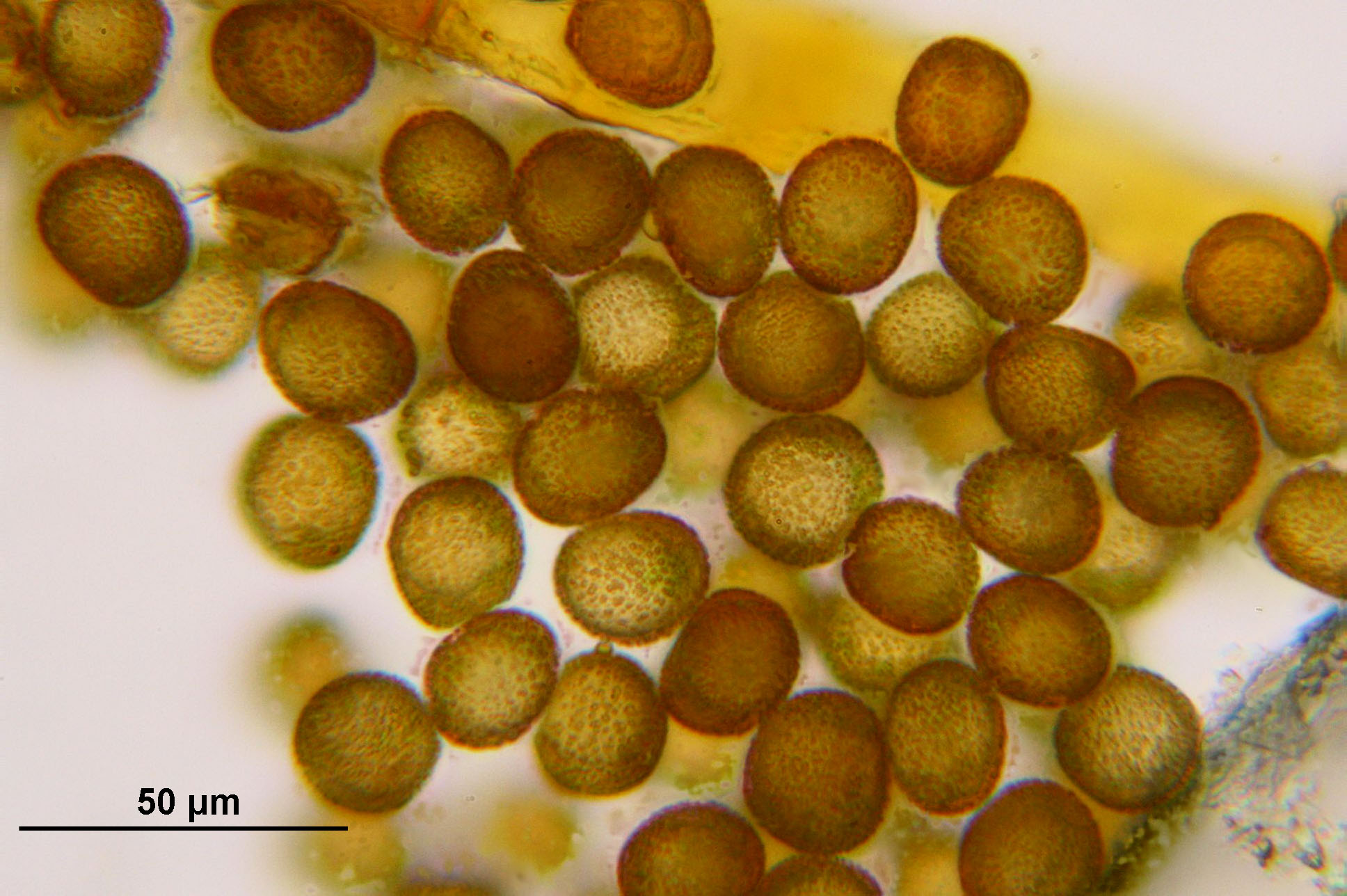
Zarodniki

## Systematyka i nazewnictwo
Synonimy: Didymodon lanceolatus (Hedw.) Bals.-Criv. & De Not., Encalypta lanceolata Hedw., Pottia lanceolata (Hedw.) Müll. Hal., Tortula lanceolata (Hedw.) P. Beauv.